# 香港パラダイス
『香港パラダイス』（ホンコンパラダイス）は、1990年4月28日に公開された東宝製作の日本映画。

## 製作・公開
企画はサンダンス・カンパニーの古澤利夫（藤崎貞利）（詳細は『それから』を参照）。斉藤由貴のマネージャーから依頼があった。
1990年2月から3月にかけて撮影が行われた。真美子が落ちた露天風呂は東伊豆の北川温泉。香港ロケで撮影隊が宿泊していたのは劇中に登場するザ・ハーバービュー（旧湾景国際賓館）。オープニングとエンディングのロケ地はレパルスベイの天后廟である。
上映時に『月刊シナリオ』での映画批評家の連載で内容の統一性の無さを批判された。上映期間が僅かですぐに『あげまん』に変わってしまった（『香港パラダイス』の公開期間は4月28日から『あげまん』公開前日の6月1日までの5週間、35日間）。これは2000年に公開されたモーニング娘。主演の東映映画『ピンチランナー』と並ぶ上映最短記録である。
上映後にビデオ化されたが2018年4月現在では廃盤で、DVD化・ブルーレイ化もされていない。2000年代にフジテレビで深夜に唯一の放送が行われた。2025年現在はWOWOWオンデマンドで配信されている。

## ストーリー
湯川真美子はパリに憧れる駆け出しのツアー・コンダクター。命じられた添乗は一度も訪れたことの無い香港。皇室ロマンスの最中に失踪事件を起こして世間を騒がせている「北白河家のお嬢さん」に似ていると客達にからかわれたり、前途波乱のフライトである。
「香港の秘宝〈キング＆クイーン〉盗難の捜査進展せず」のニュースが流れる香港に付いた一行に、得体の知れない男・大石がまとわりついてくる。客の誰かを探っているようだが、追い払おうとした真美子ははずみで海へ落ちてしまう。助けてくれたのは同じ飛行機に乗りあわせていた二枚目安東。真美子は安東からデートを申し込まれ、真美子も浮かれ気分。
だが実は安東は秘宝盗難に関わり、香港トライアッドの洪カンパニ一を手玉に取って盗品転売を目論む男だった。そんなことはまるで知らない真美子は夜景が美しい公園で彼を待っていたが、現われた安東は真美子にキーワードを囁いて胸から血を流して崩れ落ちた。悲鳴をあげる真美子に「逃げるんだ！」と手を引いたのは大石だった。
二人を追う目付きの鋭い男達。逃げこんだビルで離ればなれになる真美子と大石。折悪く上演中だった「中国魔術ショー」の舞台に飛び出した真美子はゲストと間違われて強烈な催眠術をかけられ、ナイフ投げの的にされかかってしまう。なだれこんだ追っ手から、間一髪で彼女を救い出した大石は、安東の言葉を聞き出そうとする。ところが彼女は催眠術のせいで自分の名も香港にいることさえ分からぬ記憶喪失となっていた！　そこへ再び追っ手がせまり、真美子はまた海の中へと投げ出されていった。
彼女は運良く大石の昔からの知り合い楊夫人に助けられていた。偶然を喜ぶ大石だったが、真美子の記憶は依然戻らない。大石は倒産寸前の貿易商だが、ふとしたことで盗難秘宝の売買をかぎつけ、ひとヤマ当てようとしていたのだ。何とか記憶を取り戻させて秘宝のありかを聞き出さねばならない。大石の嘘から自分を北白河陽子と思い始めた真美子を連れて日本へ戻る。
東京ではこれまた大石のウソを信じた彼の姪で事務員のかおりも大いに張り切って真美子の記憶取り戻しに協力しようとする。一方、大石は真美子のポシエットから見つけ出したカードキーを額りに秘宝を捜そうと試みる。ところが東京にも秘宝奪還を狙う洪の命を受けた台湾からの殺し屋・周や平田や藤本、さらに警察官を名乗る正体不明の男、氷室も登場して、秘宝をめぐる人間達の渦は混乱し、争奪戦は激しさを増してゆく。2対の秘宝のありかは香港？東京？？そして真美子の記憶はいつ、どこで戻ってくるのか。香港が生みだすカオスのように、ドラマはますますボルテージをあげてゆく一一。

## キャスト
- 湯川真美子：斉藤由貴
- 大石八郎：小林薫
- 水沢かおり：相原勇
- 氷室：大沢誉志幸
- TVレポーター：井森美幸
- 珍玉斉：内藤陳
- 珍のアシスタント：グロリア・イップ
- 横山：段田安則
- 藤本：我王銀次
- 安東：伊原剛志
- 郭陽明：天本英世
- 平田：大竹まこと
- 塚田刑事：阿藤海
- 周香乱：小野みゆき
- 楊夫人：淡路恵子
- 菅原チネ子、奥村公延、柴田理恵、山西道広、ピンクの電話、相生千恵子、磯村憲司、掛田誠　ほか

## スタッフ
- 監督：金子修介
- 脚本：高橋正康、金子修介、長谷川隆
- 音楽：梅林茂
  - 編曲：埜邑紀見男
- 撮影監督：高間賢治
- 美術監督：木村威夫
  - 美術：斎藤岩男
- 照明：吉角壮介
- 録音：橋本文雄
- 編集：冨田功
- 助監督：栃原広昭、片島章三、長谷川隆、村上秀晃
- 製作担当：福島聡司
- 音響効果：斉藤昌利
- 技斗：伊奈貫太
- カースタント：スーパードライバーズ
- 現像：東京現像所
- スタジオ：にっかつ撮影所
- プロデューサー：濱田千尋、市村朝一、酒井良雄
- 共同プロデューサー：藤田義則
- 製作者：藤峰貞利
- 製作協力：株式会社AVA
- 製作：東宝、サンダンス・カンパニー

## 主題歌
- GO-BANG'S「無敵のビーナス」（発売元：ポニーキャニオン）
- GO-BANG'S「香港パラダイス」

## サウンドトラック
- 香港パラダイス 〜オリジナル・サウンドトラック〜（1990年5月21日）

## ノベライズ
集英社文庫でノベライズが1990年3月1日に発刊されたが、まるっきり本作と異なったストーリーが展開されている。著者は司城志朗。